# Альбертув (Паб'яницький повіт)
Альбертув (пол. Albertów) — село в Польщі, у гміні Лютомерськ Паб'яницького повіту Лодзинського воєводства.
Населення — 80 осіб (2011).
У 1975-1998 роках село належало до Серадзького воєводства.

## Демографія
Демографічна структура станом на 31 березня 2011 року:
|          | Загалом | Допрацездатний вік | Працездатний вік | Постпрацездатний вік |
| -------- | ------- | ------------------ | ---------------- | -------------------- |
| Чоловіки | 47      | 10                 | 28               | 9                    |
| Жінки    | 33      | 2                  | 22               | 9                    |
| Разом    | 80      | 12                 | 50               | 18                   |